# Sportsmaster
Sportsmaster (Lawrence "Crusher" Crock) es un supervillano ficticio que aparece en los cómics estadounidenses publicados por DC Comics. Por lo general, se lo representa como un criminal que usa armas y artilugios de temática deportiva para cometer delitos.
Crock es interpretado por Neil Hopkins en la serie de televisión Stargirl para DC Universe y The CW network.

## Historial de publicaciones
El Sportsmaster original apareció por primera vez en All-American Comics #85 (mayo de 1947), y fue creado por el escritor John Broome y el artista Irwin Hasen.

## Historia

### Lawrence "Crusher" Crock
Él era el enemigo del Linterna Verde original al igual que Wildcat. Él era conocido como Crusher Crock, un atleta frustrado que se vuelve hacia una vida de crimen. Fue miembro de diversas encarnaciones de la Sociedad de la Injusticia. Él ayudó a capturar a la SJA con una bola explosiva, después de lo cual fueron hipnotizados y luego, durante los Crímenes Patrióticos, roba el Viejo Ironside. Él se une (y se casa más tarde) a la villana de la Edad de Oro Cazadora. Más tarde tienen una hija llamada Artemis Crock quien se convirtió en la tercera Tigress. En sus años posteriores pasó tiempo en la cárcel, pero al menos en una ocasión escapó de la prisión por su hija - que por entonces miembro de Injusticia Ilimitada. Después de su muerte, su cuerpo fue clonado por una organización secreta llamada El Consejo para sus ejecutores (habían utilizado anteriormente a Paul Kirk, Manhunter).
En la miniserie Elseworlds The Golden Age, establecida fuera de la continuidad regular de DC Comics, el verdadero nombre de Sportsmaster se reveló como Lawrence Crock, que aparece por primera vez en la edición #2, robando una joyería en el mismo edificio que la estación de radio GBS. Él pelea con Alan Scott en una pelea física. De acuerdo con la miniserie, tenía una hija que no podía ver, y esperaba ganar suficiente dinero cometiendo robos para recuperarla. Más tarde se une a las fuerzas de Tex Thompson (en secreto Ultra-Humanite en el cuerpo de Thompson). Él muere intentando salvar a una niña de ser asesinada por Dynaman. Su muerte convence a Alan Scott de unirse a la lucha.
La versión de la Tierra Uno del personaje (véase Multiverso (DC Comics)) tenía el mismo nombre y origen, pero era el enemigo de Robin y Batgirl. También se casó con la versión de su universo de la Cazadora. Después de perder un juego de béisbol de villanos contra héroes, se reformaron y no se han visto desde entonces. Desde la Crisis en las Tierras Infinitas, esta versión fue aparentemente borrada de la existencia o fusionada con su homólogo de la Tierra 2.

### Victor Gover
También había otro Sportsmaster cuya identidad era Victor Gover, un exjugador de fútbol americano que poseía "reflejos fotográficos." Luchó contra Manhunter luego se convirtió en un miembro del Escuadrón Suicida para una misión durante la Guerra de los Dioses. Ellos son enviados en una misión de recopilación de inteligencia contra la maga Circe. Los aliados de Sportsmaster incluyeron a Black Adam, Jabalina, y el autor avatar de Grant Morrison. Sportsmaster fue uno de los pocos miembros en sobrevivir a esta misión. Gover reaparece más adelante, apostándose en una lucha contra Wildcat, lo que llevó a este último a descubrir un salón de apuestas basado en peleas metahumanas. Gover luchó contra una SJA discapacitada, que estaban tomando una inmersión para asegurar a la secuestrada Ma Hunkel. Después que Wildcat liberó a Ma Hunkel, la SJA le encamina rápidamente. Wildcat llevó a Gover al callejón donde comenzó el incidente, golpeó a Gover salvajemente, y obligó a Gover a retirarse como un supervillano y asistir a Jugadores Anónimos.

### Sportsmen
Había dos personas que modelaron su modus operandi por Sportsmaster, el Sportsman de la Tierra 2 y el Sportsman de la Tierra 1.
La versión de la Tierra 2 obtuvo sus poderes de absorber un mundo anti-protones que mejora sus atributos físicos y le permitió asumir control aparentemente telequinético de diferentes implementos relacionados con los deportes. Esta versión se embarcó en una vida de crimen como resultado del efecto del globo en las funciones racionales de su corteza cerebral. Luchó contra varios héroes como Robin y Wildcat de la Edad de Oro.
La versión de la Tierra 1 era Martin Mantle, Jr. y apareció sólo en Batman #338 (1981). Durante la juventud de Mantle, su padre, disgustado por la falta de rendimiento deportivo de su hijo, lo sometió a la fuerza a un tratamiento de mejora inseguro en un intento retorcido para hacerlo más "viril". Aunque fue marcado emocionalmente por el incidente, Mantle creció para convertirse en un atleta campeón, sólo para descubrir que el procedimiento de su padre estaba alterando su cuerpo de una manera que a la larga lo mataría. Como Sportsman, se embarcó en una breve vida de crimen con los atributos físicos de nivel olímpico y equipo especializado de su propio diseño. Su adversario era Batman de la Edad de Plata que le permitió "ganar" una vez que se dio cuenta de que la vida de Mantle estaba llegando a su fin.

### Final Crisis Aftermath
Un Sportsmaster aparece como uno de los seguidores del General Immortus en Final Crisis Aftermath: Run!. Su verdadero nombre, origen y cualquier conexión a Crock aún no se han revelado. Él muere en una explosión. Su aspecto sigue el modelo del Sportsman de la Tierra Uno.

### The New 52
En The New 52 (un reinicio del universo de DC Comics), un personaje llamado "Mad Dog" aparece en Suicide Squad #3. Su aspecto se basa en la versión de Lawrence Crock de Sportsmaster que apareció en Young Justice.

## Poderes y habilidades
Crock utiliza armas con temas deportivos tales como bases de béisbol explosivas y voladoras, bates, baloncestos de eliminación, redes trampa de lacrosse, discos de hockey explosivos. Sus trajes generalmente incluyen una gorra de béisbol, máscara de receptor, jersey acolchado, coselete de receptor, pantalones estilo fútbol americano, y tacos.
Cada uno de los Sportsmasters y Sportsmen tenían cualidades físicas excelentes a la par con los atletas olímpicos en su mejor momento. Como se señaló anteriormente, Victor Gover también tenía "reflejos fotográficos".

## Otras versiones

### Flashpoint
En la línea temporal alternativa del evento Flashpoint, Sportsmaster está encarcelado en prisión del Mal. Durante la fuga de la prisión, Sportsmaster fue obligado por Heat Wave y Eel O'Brian a intentar sacarlos de las celdas. El corazón de Sportsmaster es desgarrado por Eel O'Brian.

## En otros medios

### Televisión
- En Liga de la Justicia episodio "Leyendas," Sportsman (con la voz de Michael McKean) está basado en el Sportsmaster original - el episodio utiliza muchos pastiches de héroes de las Edades de Oro y de Plata. Al enterarse de la experiencia del Amo de la Música con la Liga de la Justicia, él participa en un concurso donde el que realiza el crimen más espectacular saldrá con el plan para destruir el Gremio de la Justicia. Con los crímenes girando alrededor de los elementos, Sportsman secuestra un camión que contenía el trofeo del Campeonato del Cuerpo de Clay de Seaboard City sólo para correr contra Catman y el Detective Marcianp. Sportsman logra escapar con el trofeo. Cuando el Doctor Ventisca gana el concurso, participa en su plan para destruir el Gremio de la Justicia. Él junto a los otros del Gremio de la Injusticia son derrotados al final.

- En Liga de la Justicia Ilimitada, Sportsmaster hizo una breve aparición como el primer oponente visto siendo derrotado por Wildcat en el torneo secreto de metahumanos Meta-Brawl en manos de Roulette. Más tarde aparece como miembro de la Sociedad Secreta de Gorilla Grodd.

- La versión de Lawrence Crock de Sportmaster aparece en Batman: The Brave and the Bold episodio "La invasión de los Santas secretos" con la voz de Thomas F. Wilson. Él interrumpe un torneo de bolos de vacaciones creando bolos humanos con los participantes, sólo para ser derrotado por Batman y Blue Beetle. Sportsmaster regresa en "La noche de la Cazadora" como un interno en la prisión Blackgate. En "¡Viva el Tornado Tirano!", él y su banda roban un banco antes de ser derrotados por Tornado Rojo y su hijo Campeón Tornado. Él tiene un pequeño cameo en "La extravagante aventura de Aquaman", donde Aquaman nota a Sportsmaster conduciendo cerca de él y luego se da cuenta de que también está en un viaje con su esposa Tigress (alias: Cazadora) y su hija Artemis.

- Sportsmaster aparece en Young Justice episodio "Zona de salto" con la voz de Nick Chinlund. Esta versión es el exmarido de la Cazadora, con quien tiene dos hijas, Artemis y Cheshire. Él aparece como un operativo de la Luz (la Junta Directiva del Proyecto Cadmus) en el momento en que hicieron que Kobra produjera en masa un neo-esteroide que es una combinación de la Droga Veneno y la fórmula Blockbuster. Su traje y diseño físico también se han alterado drásticamente, con una máscara de hockey simple sin rasgos cubriendo su rostro, armadura paramilitar, y una placa de brazo. Su personalidad también es similar a la del supervillano Deathstroke, y se da a entender que es un mercenario. Aunque Justicia Joven logra detener el envío, Sportsmaster sólo recupera una muestra restante y la entrega a la Luz. Sportsmaster se reveló más tarde que trabaja con la Liga de las Sombras En el episodio "Blancos" donde es contratado por Ra's al Ghul para asesinar a Lex Luthor, que más tarde se reveló que es una treta orquestada por Lex Luthor y Ra's al Ghul. Sportsmaster termina luchando con Flecha Roja y Aqualad junto con Cheshire. Si bien parece que su plan fue frustrado, el asesinato no estaba destinado a suceder. Sportsmaster también afirma que hay un topo en el equipo. En el episodio "Fuera de lugar", el hechizo de Klarion, Wotan, Blackbriar Thorn, Felix Faust, y Mago que dividió la tierra en la dimensión de niños y la dimensión de adultos habilitó un desvío para que Sportsmaster y Enigma roben un organismo, (revelado que es parte de un tentáculo de Starro) de S.T.A.R. Labs. Es llevado ante el Cerebro durante su reunión con los otros miembros de la Luz mientras Cerebro le dice a Klarion el Niño Brujo que planean llevar el organismo "hacia la Luz". En el episodio "Inseguridad", Sportsmaster se infiltra en Belle Reve para sacar al Profesor Ivo de la cárcel. Sportsmaster lleva al Profesor Ivo a un almacén de Nueva Orleans, a Klarion el Niño Brujo y el Cerebro. Cuando Sportsmaster emerge de un edificio y se va en su barco, Flecha Roja y los otros terminan persiguiéndole en la distancia. Sportsmaster es alertado secretamente de la presencia del equipo por Cheshire mientras Sportsmaster se escapa. Flecha Roja coloca un rastreador en el barco de Sportsmaster. Sportsmaster le da la muestra de Starro al Profesor Ivo, Klarion el Niño Brujo, y Cerebro. Sportsmaster luego se despide. Sportsmaster y Cheshire lucharon contra Artemis, Flecha Roja, y Kid Flash hasta que Klarion los saca del almacén. Sportsmaster después aparece en el dormitorio de Artemis, donde se revela que Sportsmaster es su padre. Él termina preguntando qué pasaría si su equipo descubre con quién está emparentada. Sportsmaster declara/se burla que Artemis no combatirá el legado de su familia por mucho tiempo y que ella tiene que cambiar de lado en algún momento. En el episodio "Sospechosos Habituales", Sportsmaster acompaña a Lex Luthor, la Abeja Reina, Bane, y Blockbuster a manipular a Superboy, Miss Martian, y Artemis para hacer su parte. Sportsmaster termina uniéndose a Cheshire en la lucha contra Artemis. Sportsmaster es atrapado en alquitrán como Cheshire se escapa permitiendo que Artemis noqueé a Sportsmaster. En la segunda temporada, en el episodio "Salvaje" ubicado cinco años más tarde, Black Beetle envía a Sportsmaster a hacer frente a Bruno Mannheim y Whisper A'Daire mientras que el Appellaxian Golem ataca la central nuclear de Arlington. Sportsmaster después le dice al Compañero que Bruno Mannheim y Whisper A'Daire han sido puestos en un estado catatónico para servir como una advertencia a cualquiera que vaya contra La Luz. En el episodio "Satisfacción", Sportsmaster y Cheshire supervisan a Paula Crock y Wally West visitando la tumba de Artemis. Sportsmaster le dice a Cheshire que Manta Negra debería haberle contado esto de antemano si quisiera matar a su hija y le dice a Cheshire que ella puede lidiar con Aqualad mientras él se ocupa de Manta Negra. En el episodio "Verdaderos colores", Sportsmaster está en la sede de la Luz en las montañas de Mongolia cuando le cuenta sus quejas hacia la Luz sobre Aqualad matando a su hija. Sportsmaster también se encuentra con Deathstroke a quien sospecha como su reemplazo. Después de escapar en un helicóptero con Cheshire, Sportsmaster le dice que son libres de perseguir sus objetivos de venganza. En el episodio "Complicaciones", Sportsmaster y Cheshire se infiltran en la nave de Manta Negra para vengarse de Manta Negra y Aqualad. Sportsmaster lucha contra Manta Negra y los Hombres Manta. Tigress lucha con Sportsmaster mientras Manta Negra se retira a la habitación de Aqualad. Después que Tigress apaga los controles del collar inhibidor, Miss Martian utiliza sus poderes para detener la lucha para que Tigress pueda revelarles lo que realmente sucedió entre Aqualad y Artemis a Sportsmaster y Cheshire y lo que tenía que hacer para aprender sobre los Reach. Después de liberar sus mentes, Tigresa le prueba a Sportsmaster que es de hecho Artemis. Tigress luego le pide a Sportsmaster que le haga un favor. Sportsmaster se enfrenta a Deathstroke mientras Cheshire y Tigress fingen una batalla. Después que Miss Martian somete a Tigress, Sportsmaster y Cheshire escapan. Habiendo escapado de la custodia en algún momento antes de la segunda temporada, promete vengarse de Manta Negra por el supuesto asesinato de Artemisa a manos del hijo de Manta, Kaldur'ahm. Sportsmaster más tarde deja descansar su venganza cuando descubre que Artemis fingió su muerte para infiltrarse en la Luz.

- Sportsmaster aparece en la serie Stargirl de DC Universe, interpretado por Neil Hopkins.[9] Es retratado como miembro de la Sociedad de la Injusticia y está casado con Paula Brooks. Como se vio en el episodio piloto, Sportsmaster fue parte del ataque de la Sociedad de la Injusticia a la sede de la Sociedad de la Justicia de América. En su identidad civil, Lawrence dirige un gimnasio en Blue Valley llamado Ripped City. En "The Justice Society", él y Tigresa atacan y dominan a Stargirl y sus amigas cuando intentan interceptar una operación de la Sociedad de la Justicia, solo para ser expulsados por S.T.R.I.P.E. En el episodio de dos partes "Stars and S.T.R.I.P.E.", Sportsmaster ayuda a la Sociedad de la Injusticia a realizar el Proyecto: Nueva América, solo para ser frustrado y derrotado por la JSA de Stargirl. En el episodio "Escuela de verano: Capítulo trece", Artemis Crock saca a Sportsmaster y Tigresa de la prisión para que puedan ayudar a Cindy Burman y la JSA a luchar contra Eclipso. Después de esto, la familia Crock se muda al lado de la familia Whitmore-Dugan al final de la segunda temporada. En la tercera temporada, Sportsmaster y Tigresa trabajan con la JSA para investigar la muerte de Gambler y encontrar a la persona responsable de espiar a los ciudadanos de Blue Valley hasta que es asesinado por Icicle.

### Película
Durante la preproducción, James Gunn consideró originalmente agregar a Sportsmaster al equipo titular de su película de 2021 DCEU The Suicide Squad. Sin embargo, finalmente decidió no usar el personaje.

### Videojuegos
Sportsmaster aparece como jefe en el videojuego Young Justice: Legacy. Nick Chinlund repite el papel. Durante las primeras misiones del juego, Sportsmaster tiene la tarea de asegurar un trozo de una antigua estatua de La Luz en un museo griego. Se encuentra con Artemis y el equipo, burlándose de ella con dejar a los héroes antes de una pelea. Sportsmaster logra escapar, yéndose a Verjoyansk para ayudar a Icicle Jr. para asegurar otro trozo. Él y Icicle son derrotados por Superboy y un escuadrón de héroes después de una batalla en equipo.

### Misceláneos
- En el cómic The Batman Adventures (establecido en el DC Animated Universe), Sportsmaster apareció como uno de los lugartenientes de Máscara Negra.